# Liste de mines de charbon aux États-Unis
Cette liste de mines de charbon situées au Canada trie 52 mines de charbon des États-Unis qui produisent au moins 4 000 000 short ton de charbon (2007). Les données proviennent de l'Energy Information Administration du Département de l'Énergie des États-Unis.

## Liste
| nom                             | compagnie                                                   | type       | État                 | 2007                 | 2010                  |
| ------------------------------- | ----------------------------------------------------------- | ---------- | -------------------- | -------------------- | --------------------- |
| Mine de Black Thunder           | Arch Coal                                                   | surface    | Wyoming              | 000000000086 196 275 | 0000000000116 225 536 |
| Mine de North Antelope Rochelle | Peabody Energy                                              | surface    | Wyoming              | 000000000091 523 280 | 0000000000105 755 685 |
| Mine de Cordero Rojo            | mine Rio Tinto Energy America (en) (Rio Tinto (entreprise)) | surface    | Wyoming              | 000000000040 467 627 | 000000000038 499 809  |
| Mine de Jacobs Ranch            | Rio Tinto Energy America (Rio Tinto Group)                  | surface    | Wyoming              | 000000000038 101 560 |                       |
| mine Antelope Coal (en)         | Rio Tinto Energy America (Rio Tinto Group)                  | surface    | Wyoming              | 000000000034 474 682 | 000000000035 908 216  |
| Mine de Caballo                 | Peabody Energy Corporation                                  | surface    | Wyoming              | 000000000031 172 396 |                       |
| Mine de Belle Ayr               | Foundation Coal (en)                                        | surface    | Wyoming              | 000000000026 608 765 |                       |
| mine Buckskin (en)              | Kiewit Corporation (en)                                     | surface    | Wyoming              | 000000000025 268 145 |                       |
| Mine d'Eagle Butte              | Foundation Coal                                             | surface    | Wyoming              | 000000000024 985 991 |                       |
| Mine de Rawhide                 | Peabody Energy Corporation                                  | surface    | Wyoming              | 000000000017 144 361 |                       |
| Spring Creek Coal Company (en)  | Rio Tinto Energy America (Rio Tinto Group)                  | surface    | Montana              | 000000000015 712 091 |                       |
| mine Freedom (en)               | North American Coal Corporation (en)                        | surface    | Dakota du Nord       | 000000000014 955 989 |                       |
| mine Rosebud (en)               | Westmoreland Coal Company (en)                              | surface    | Montana              | 000000000012 583 084 |                       |
| mine Enlow Fork (en)            | Consol Energy                                               | sous-terre | Pennsylvanie         | 000000000011 222 052 |                       |
| mine Coal Creek (en)            | Arch Coal                                                   | surface    | Wyoming              | 000000000010 216 194 |                       |
| mine Bailey (en)                | CONSOL Energy                                               | sous-terre | Pennsylvanie         | 000000000009 827 946 |                       |
| mine McElroy (en)               | Murray Energy                                               | sous-terre | Virginie-Occidentale | 000000000009 667 258 |                       |
| mine Navajo (en)                | BHP Billiton                                                | surface    | Nouveau-Mexique      | 000000000008 529 955 |                       |
| mine Foidel Creek (en)          | Peabody Energy Corporation                                  | sous-terre | Colorado             | 000000000008 290 117 |                       |
| mine Kayenta (en)               | Peabody Energy Corporation                                  | surface    | Arizona              | 000000000007 982 584 |                       |
| mine Falkirk (en)               | North American Coal Corporation                             | surface    | Dakota du Nord       | 000000000007 788 852 |                       |
| mine Absaloka (en)              | Westmoreland Coal Company                                   | surface    | Montana              | 000000000007 704 556 |                       |
| mine Cumberland (en)            | Foundation Coal                                             | sous-terre | Pennsylvanie         | 000000000007 264 244 |                       |
| Century Mine                    | Murray Energy Corporation                                   | sous-terre | Ohio                 | 000000000007 141 934 |                       |
| mine Galatia (en)               | Murray Energy Corporation                                   | sous-terre | Illinois             | 000000000007 009 160 |                       |
| mine Decker (en)                | Rio Tinto Energy America (Rio Tinto Group)                  | surface    | Montana              | 000000000006 984 546 |                       |
| mine San Juan 1 (en)            | BHP Billiton                                                | sous-terre | Nouveau-Mexique      | 000000000006 898 040 |                       |
| mine West Elk (en)              | Arch Coal                                                   | sous-terre | Colorado             | 000000000006 874 101 |                       |
| mine Jewett (en)                | Westmoreland Coal Company                                   | surface    | Texas                | 000000000006 779 166 |                       |
| Sufco (en)                      | Arch Coal                                                   | sous-terre | Utah                 | 000000000006 711 925 |                       |
| Loveridge No 22 (en)            | CONSOL Energy                                               | sous-terre | Virginie-Occidentale | 000000000006 642 339 |                       |
| Robinson Run No 95              | CONSOL Energy                                               | sous-terre | Virginie-Occidentale | 000000000006 502 004 |                       |
| Beckville Strip (en)            | Energy Future Holdings,                                     | surface    | Texas                | 000000000006 172 298 |                       |
| mine Emerald No 1 (en)          | Foundation Coal                                             | sous-terre | Pennsylvanie         | 000000000005 674 111 |                       |
| mine Colowyo (en)               | Rio Tinto Group                                             | surface    | Colorado             | 000000000005 596 568 |                       |
| mine Bowie No 2 (en)            | Bowie Resources (en)                                        | sous-terre | Colorado             | 000000000005 480 569 |                       |
| Lee Ranch Coal Company (en)     | Peabody Energy Corporation                                  | surface    | Nouveau-Mexique      | 000000000005 358 749 |                       |
| Mine de Dry Fork                | Mine Western Fuels Association                              | surface    | Wyoming              | 000000000005 303 516 |                       |
| mine Kemmerer (en)              | Chevron (entreprise)                                        | surface    | Wyoming              | 000000000005 190 147 |                       |
| mine Twilight MTR Surface (en)  | Massey Energy                                               | surface    | Virginie-Occidentale | 000000000005 164 718 |                       |
| Blacksville No 2 (en)           | CONSOL Energy                                               | sous-terre | Pennsylvanie         | 000000000005 150 114 |                       |
| Wyodak (en)                     | Black Hills Corporation (en)                                | surface    | Wyoming              | 000000000005 049 231 |                       |
| mine Elk Creek (en)             | Oxbow Corporation (en)                                      | sous-terre | Colorado             | 000000000004 823 662 |                       |
| mine Cardinal (en)              | mine Alliance Resource Partners (en)                        | sous-terre | Kentucky             | 000000000004 650 696 |                       |
| mine Dotiki (en)                | Alliance Resource Partners                                  | sous-terre | Kentucky             | 000000000004 597 010 |                       |
| mine Powhatan No. 6 (en)        | Murray Energy Corporation                                   | sous-terre | Ohio                 | 000000000004 594 616 |                       |
| mine West Ridge (en)            | Murray Energy Corporation                                   | sous-terre | Utah                 | 000000000004 254 863 |                       |
| mine South Hallsville No 1 (en) | North American Coal Corporation                             | surface    | Texas                | 000000000004 153 485 |                       |
| mine Hobet 21 Surface (en)      | Patriot Coal (en)                                           | surface    | Virginie-Occidentale | 000000000004 145 752 |                       |
| mine Three Oaks (en)            | Energy Future Holdings Corporation,                         | surface    | Texas                | 000000000004 120 619 |                       |
| Oak Hill Strip (en)             | Energy Future Holdings Corporation,                         | surface    | Texas                | 000000000004 108 562 |                       |
| Federal No 2 (en)               | Patriot Coal                                                | sous-terre | Virginie-Occidentale | 000000000004 020 116 |                       |